# 21世紀オーケストラ
21世紀オーケストラ（21せいきオーケストラ、21st Century Orchestra Tokyo）は、東京音楽大学、東京芸術大学の有志で2015年に結成された若手音楽家集団。

## 概要
「若手音楽家の活躍の場を増やす」という目的で、現音楽監督の泉翔士を中心に、2015年にNew Generation Players (NGP)として結成した。
2016年3月に120名を超える若手音楽家でベートーヴェンの交響曲第9番《合唱付き》を演奏し、本格的な活動を開始した。
2017年1月にNGPを演奏者たちのための母体団体とし、より幅広い音楽フィールドでの活躍を目指し、21世紀オーケストラへ改称した。同時に、それまでの主催者資金による運営と経営方針から、楽団員による自主運営方式に移行した。現在はプロの演奏家集団として日本オーケストラ連盟への加盟を目指している。
年に数回の定期演奏会の他、オーケストラのメンバーによる室内楽演奏会などを開催している。メンバーは日本各地の有数の音楽系大学を2010年以降に卒業した若い世代のプロフェッショナルな演奏家で構成している。また同世代のソリストを積極的に迎え、協奏曲を共演する機会も提供している。

## 過去の演奏会
- 2016年3月26日 - 旗揚げ公演「新世代の第九」 場所：文京シビックホール　大ホール
- 2016年7月22日 - 第1回定期演奏会 場所：めぐろパーシモンホール　大ホール
- 2016年12月16日 - 第2回定期演奏会 場所：かつしかシンフォニーヒルズ　モーツァルトホール
- 2017年6月2日 - 第3回定期演奏会 場所：めぐろパーシモンホール　大ホール
- 2017年11月29日 - 第4回定期演奏会 場所：かつしかシンフォニーヒルズ　モーツァルトホール